# Camilla
Una camilla (también parihuela o angarilla) es un aparato, armazón o utensilio utilizado para transportar de un lugar a otro a un herido o para atender a un paciente enfermo en una consulta médica. Son un mueble habitual en centros de masaje y de estética, en centros médicos y de recuperación y en ambulancias y puestos de socorro aunque también se utilizan en algunas emergencias.

## Camilla con ruedas

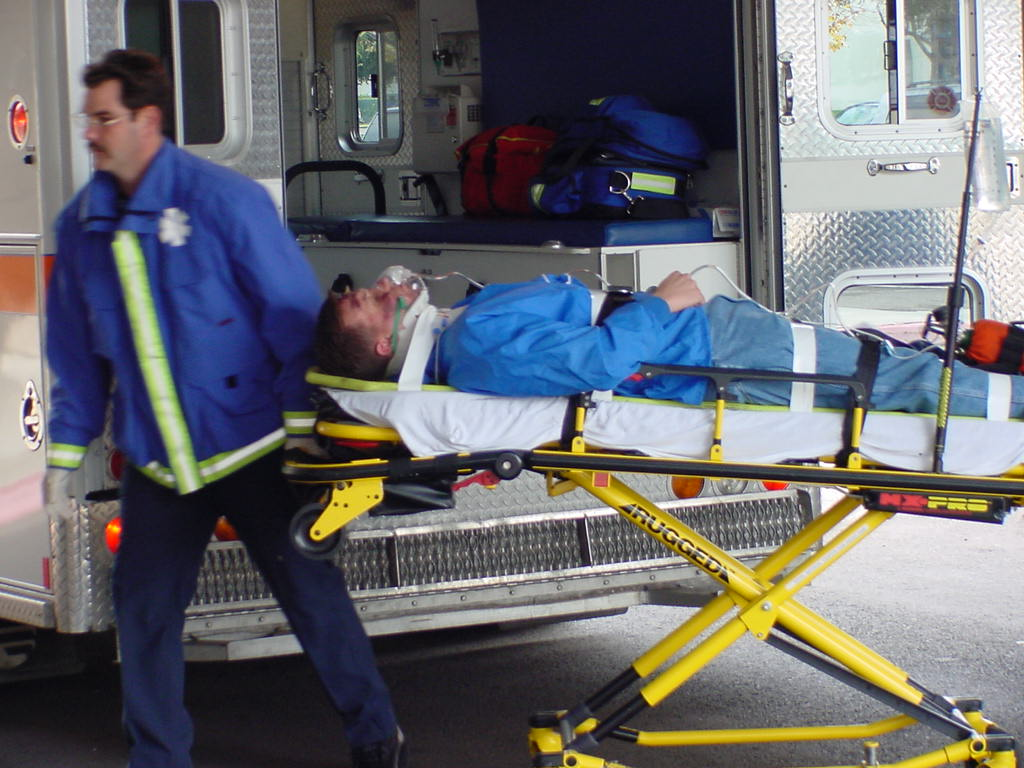
Paramédicos utilizando una camilla de ambulancia (note las barras que aseguran al paciente).

La camilla que se utiliza dentro de una ambulancia o en un hospital tiene ruedas que hacen más fácil el transporte. También tiene un dispositivo de fijación para atar al paciente (por ejemplo en caso de un accidente de tránsito). estas camillas, suelen utilizarse en ambulancias, y generalmente son más eficientes a la hora de cargar a un paciente o reajustarlo a su posición.

## Camilla para desastres
La camilla dura para desastres se diseña para un almacenamiento y transporte fácil. Consiste en una estructura tubular de aluminio y una tela plástica lavable. No se puede enrollar pero se puede apilar. Como la camilla plegable o la de desastres no tiene ruedas, generalmente se tiene que llevar entre tres o cuatro personas. Cuando la tienen que llevar dos personas, se atan arneses en las manijas para que el peso sea soportado por los hombros y no por las manos.

## Camilla enrollable

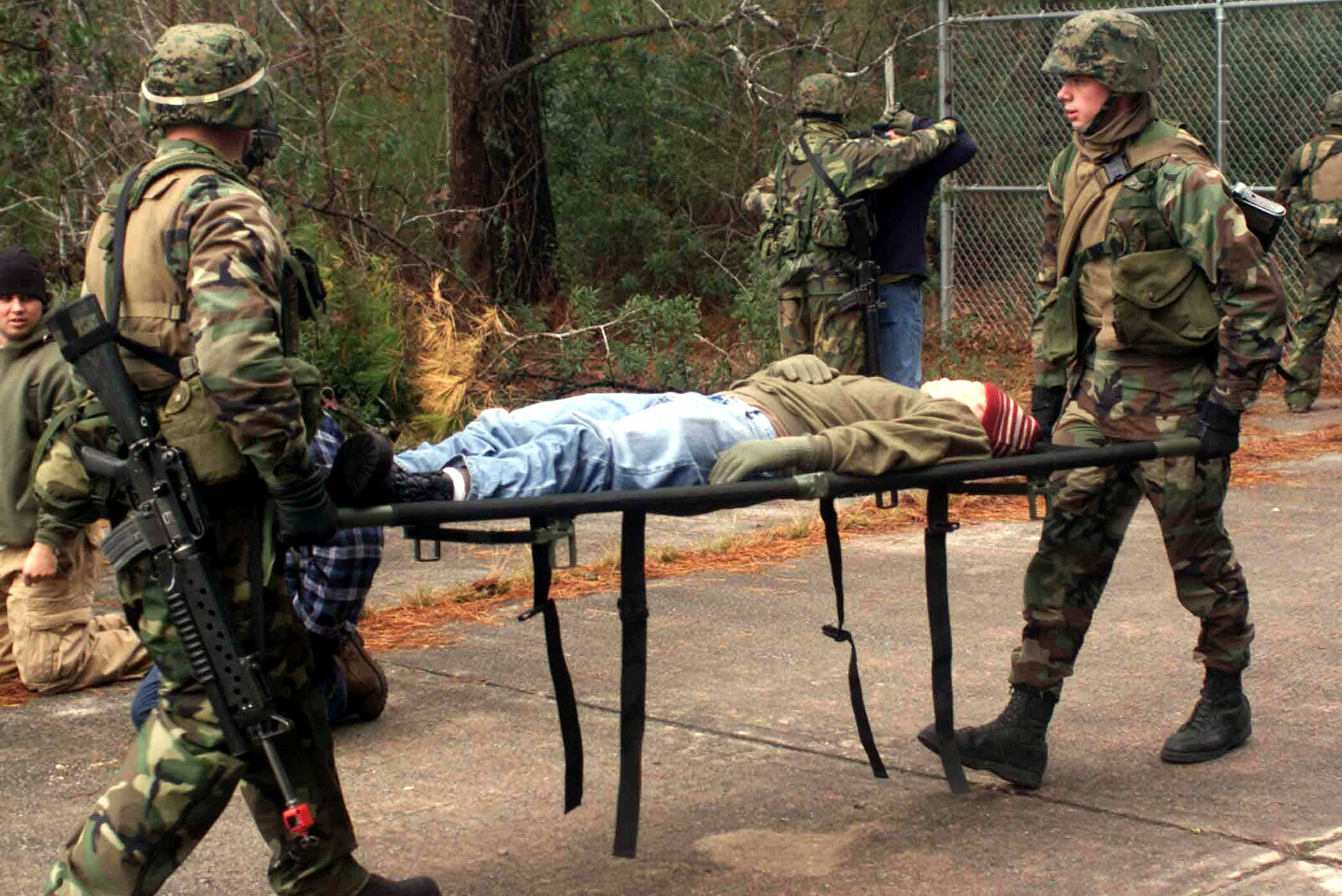
Soldados utilizando una camilla simple. (Nótese que las amarras deberían estar asegurando al herido).

La camilla enrollable es la más sencilla: está hecha de dos barras y una tela o plástico extendido entre ellas. Se puede guardar enrollada. Estas camillas prácticamente ya no se usan en los servicios de emergencia modernos, pero aún se utilizan en organismos donde el espacio es un factor importante, o en empresas francesas (donde es obligatorio disponer al menos de una camilla).
Este tipo de camilla (que se puede apoyar en el suelo) se carga entre dos personas, una a la cabeza y otra a los pies. La persona a transportar es subida encima de la camilla, luego se alza ésta y se transporta. Muchas veces la persona es atada a la camilla para evitar que se lastime más.

## Dispositivos de alzamiento y transporte
El paciente o herido debe ser levantado (alzado) para ser puesto sobre la camilla. Ese alzado se puede hacer manualmente: entre dos o más enfermeras o paramédicos toman al paciente de los pies, los hombros y la cabeza, tratando de que no se mueva el cuello. El paciente también puede ser alzado con dispositivos específicos. Esos dispositivos también se pueden usar como camillas, pero solo en distancias cortas.

### Camilla de alzado
Antiguamente, para alzar y poner a una víctima sobre la camilla, se utilizaba una tabla. En caso de que se sospechara de la presencia de un trauma vertebral, la víctima era cogida por los pies, los hombros y la cabeza (lo cual era llamado coloquialmente el «efecto Túpac Amaru», ya que generalmente —si había vértebras quebradas— producía traumas gravísimos en la médula, el cerebro, etc.). Mientras tanto uno de los enfermeras empujaba la tabla debajo del paciente y este era apoyado sobre la tabla y atado a ella. Luego la tabla se levantaba y se ponía sobre la camilla de transporte. La inmovilización se podía realizar mediante un colchón de vacío puesto sobre la camilla. Es una tabla de metal, madera o mejor de polímero con una estructura metálica (rígida, lavable e invisible a los rayos X) es un poco más grande y larga que un cuerpo humano, con manijas. Se usa para sacar víctimas de vehículos.
La inmovilización de la columna se puede realizar:
- con un collar cervical rígido;
- con un soporte lateral para la cabeza, para evitar la rotación del cuello. Puede ser una frazada enrollada (las camillas modernas proveen bloques específicos); dependiendo del tamaño del paciente, puede ser necesario enrollar una frazada alrededor de la pelvis;
- atando al paciente a la tabla (frente, la mandíbula, los hombros, la pelvis y las rodillas (adaptable a traumatismos específicos).

Sus ventajas comparadas con el colchón de vacío son:
- es más liviana y resistente;
- evita una transferencia a otro dispositivo de inmovilización.

Sus desventajas:
- es dura, por lo que puede causar daños secundarios;
- es incómoda;
- no tiene bordes, por lo que el paciente no se siente seguro durante los movimientos de la tabla;
- debido a las ataduras, no es útil para traumatismos de pelvis o miembros.

Cuando no hay sospecha de trauma vertebral, el colchón de vacío se puede usar directamente como camilla (ya que tiene manijas), lo cual es importante en sitios angostos donde la camilla no se podría mantener horizontal; es más seguro y confortable que atar a la víctima a la camilla.

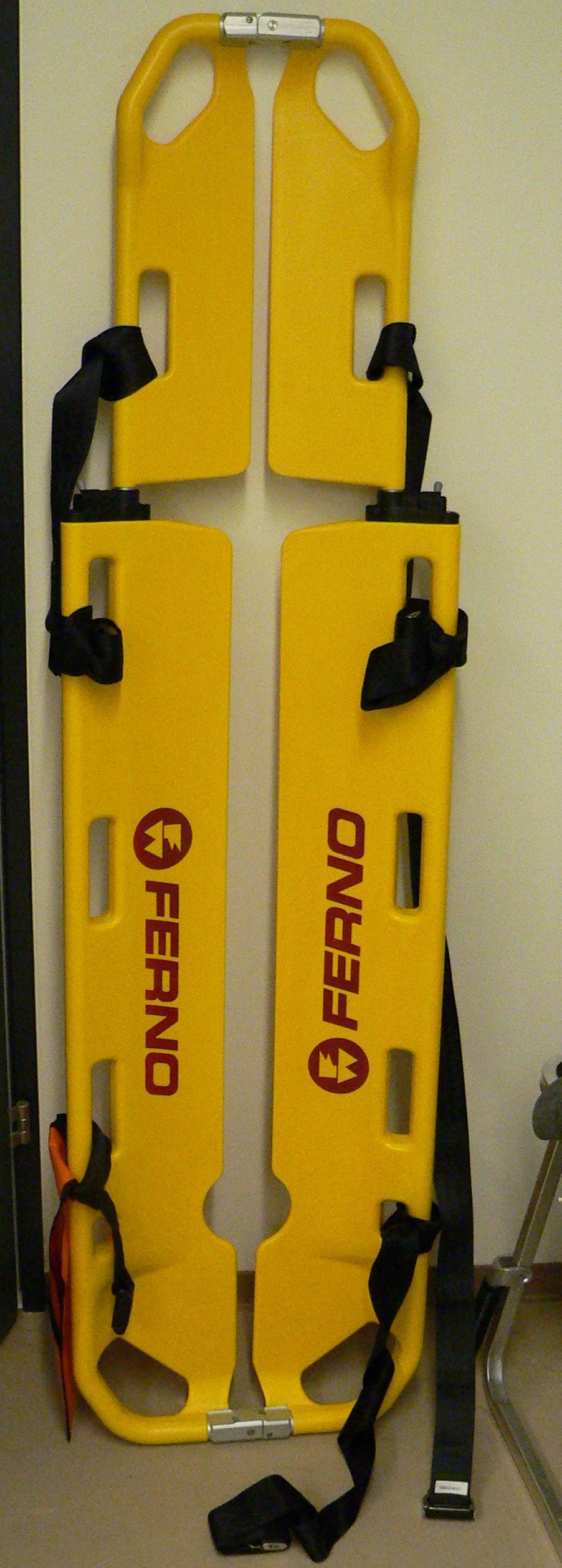
Camilla pala.

### Camilla pala
La camilla pala supuso un mejoramiento de la tabla de alzado. Es un dispositivo utilizado para el alzado de la víctima cuando se sospecha la presencia de un trauma vertebral. La víctima es alzada ligeramente por los pies, los hombros y la cabeza. Debido a que no es necesario levantarla completamente, el «efecto Túpac Amaru» es menos grave. Mientras el paciente está colgado de los pies, los hombros y la cabeza, otro paramedico dispone la pala en el suelo y la «arma» en segundos debajo del paciente. Luego este es apoyado sobre la pala y atado a ella. La pala se levanta y simplemente se pone sobre la camilla. La camilla pala tiene principalmente la forma de su nombre (pala) comúnmente es amarilla o de colores fosforescente.

### Camilla automática de emergencia

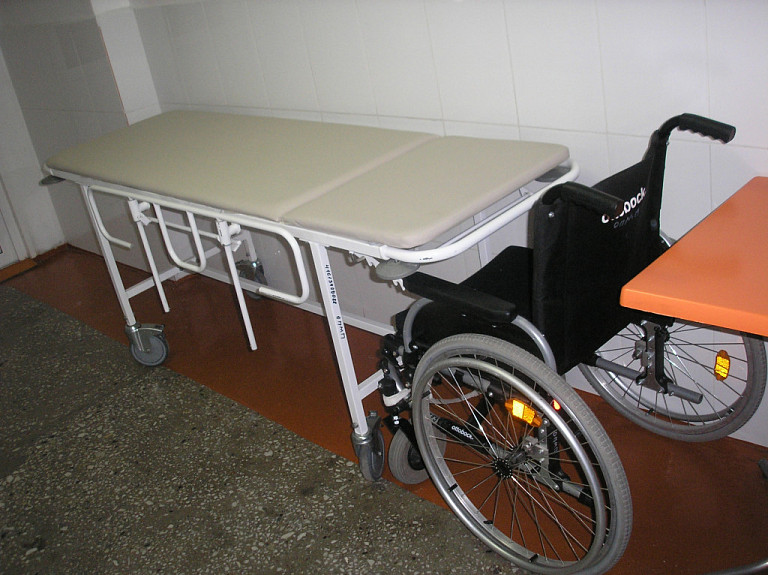
Camilla sobre ruedas y silla de ruedas en la sala de urgencias de un hospital

La camilla automática de emergencia se utiliza para el alzamiento no traumático de un paciente o herido. La patente de invención correspondiente es de Claudio Blotta, de Rosario (Argentina). Está cubierta por una sábana sinfín, que funciona como una cinta transportadora formada por delgados cilindros de goma. En 30 segundos esta placa se autointroduce entre el paciente y cualquier superficie plana (como una cama o el suelo). Una vez que el paciente queda completamente situado encima de la camilla de emergencia (sin haberle movido un solo músculo, hueso o articulación), la camilla se puede alzar para transportar al paciente hasta otra cama o hasta una camilla de hospital o de ambulancia. Para descargar al paciente en otra camilla se utiliza el procedimiento inverso: la camilla de emergencia «sale» lentamente de abajo del paciente. Esta camilla evita completamente el «efecto Túpac Amaru» (que se genera cuando los paramédicos alzan al paciente para ubicarlo sobre una camilla convencional, e involuntariamente tironean sus miembros y cuello).

### Camilla flexible
Cuando no hay traumatismo alguno, el paciente puede ser alzado con una camilla «flexible», que es un tipo de lona con manijas. La lona se enrolla en el piso al lado de la víctima; ésta es girada sobre su costado para poder introducir la lona debajo de ella, luego se desenrolla la lona. Esto es útil especialmente con pacientes muy pesados. La lona tiene seis manijas, por lo que seis personas pueden realizar el alzado. Cuando el paciente tiene que se transferido a otra camilla, se pone la lona directamente sobre una camilla normal. Cuando la camilla flexible se utiliza sola, usualmente se pone una sábana sobre ella, para evitar el contacto directo de la piel con la lona plástica.

### La camilla Nimier
La camilla Nimier (brancard Nimier) fue la que usó el ejército francés durante la Primera Guerra Mundial. La víctima debía ser puesta en posición sentada (o sea con los muslos perpendiculares al tronco). De esta manera la camilla era más corta y podía girar en las esquinas de una trinchera.